# نظری به موسیقی
نظری به موسیقی عنوان کتابی در زمینهٔ موسیقی غربی و ایرانی، اثر روح‌الله خالقی است. این کتاب از نخستین کتاب‌های آموزشی دربارهٔ تئوری موسیقی در ایران است.

## تاریخچه
روح‌الله خالقی ابتدا بخش اول کتاب «نظری به موسیقی»، که مربوط به قواعد کلی و تئوری موسیقی غربی است را در سال ۱۳۱۶ منتشر نمود، در سال ۱۳۱۷ بخش دوم کتاب، که دربارهٔ مباحث نظری موسیقی ایرانی است را جداگانه چاپ و منتشر کرد. او همچنین در سال ۱۳۳۳ این کتاب را مجدداً به چاپ رساند و در سال ۱۳۴۱ با تجدید نظر و ویرایش جدید بازنشر نمود. این اثر توسط «انتشارات صفی‌علیشاه» و در سال‌های بعد توسط «انتشارات محور» و «نشر گنجینه کتاب نارون» نیز منتشر شده‌است.

## نویسنده
روح‌الله خالقی (زادهٔ ۱۲۸۵ ه‍. خ در ماهان کرمان – درگذشتهٔ ۱۳۴۴ در سالزبورگ اتریش) موسیقی‌دان، آهنگساز و نوازندهٔ ویلن اهل ایران بود. وی آهنگساز سرود معروف ای ایران بود. او در سال ۱۳۰۲ به «مدرسهٔ عالی موسیقی» رفت و در آنجا تحت نظر علینقی وزیری آموختن موسیقی و نواختن ویلن را آغاز کرد. وی در ۱۳۱۴ وارد خدمت دولتی در وزارت فرهنگ گردید و در ۱۳۱۷ معاون دفتر وزارتی وزارت فرهنگ شد. در ۱۳۲۰ به پیشنهاد وزیری، معاون ادارهٔ موسیقی کشور و نیز معاون هنرستان عالی موسیقی شد. در ۱۳۲۵ مدتی در وزارت کار و تبلیغات کار کرد. در ۱۳۲۷ متصدی دبیرخانهٔ هنرهای زیبا شد. در ۱۳۲۸ هنرستان موسیقی ملی را تأسیس کرد و رئیس آن شد. خالقی سال‌ها در رادیو ایران نیز فعالیت داشت و از جمله رئیس شورای موسیقی رادیو بود و برنامه‌های رادیویی «یادی از هنرمندان درگذشته» و ساز و سخن را راه‌اندازی کرد. وی همچنین، سرپرست ارکستر گل‌ها نیز بود. خالقی در سال ۱۳۳۸ به در خواست خود از اداره کل هنرهای زیبا بازنشسته شد اما همچنان به فعالیت‌های هنری خود ادامه داد. خالقی در ۱۳۴۴ در سالزبورگ در اتریش پس از چند عمل جراحی ناموفق، بر اثر سرطان معده درگذشت و در گورستان ظهیرالدوله در تهران به خاک سپرده شد. سه فرزند خالقی گلنوش، فرهاد و فرخ نام دارند. خالقی پس از کتاب نظری به موسیقی٬ کتاب هماهنگی و پس از آن کتاب سرگذشت موسیقی ایران را دربارهٔ سرگذشت موسیقی، موسیقی‌دانان و نوازندگان ایرانیِ هم‌عصر خود نگاشته‌است.

## محتوا
این کتاب شامل ۲ بخش است.
بخش اول: بخش اول این کتاب که مربوط به قواعد کلی تئوری موسیقی می‌شود، شامل ۱۷ فصل با عناوین زیر است:
فصل اول: نت‌های موسیقی، فصل دوم: شکل نت‌ها - نقطه - خط اتحاد - سکوت‌ها، فصل سوم: وزن‌های مختلف، فصل چهارم: فاصله - گام - علامت تغییردهنده، فصل پنجم: فواصل، فصل ششم: اختلاف گام و مایه و مقام، فصل هفتم: مایه‌های مختلف، فصل هشتم: تغییر مایه و تغییر مقام، فصل نهم: کلیدها، فصل دهم: موسیقی آوازی و سازی، فصل یازدهم: انتقال، فصل دوازدهم: حرکات و حالات، فصل سیزدهم: نت‌های زینت، فصل چهاردهم: اختصارات، فصل پانزدهم: جملهٔ موسیقی - نغمه - هماهنگی، فصل شانزدهم: انواع موسیقی، فصل هفدهم: پرسشنامه و تمرین‌ها
بخش دوم: بخش دوم این کتاب که مربوط به مباحث نظری موسیقی ایرانی می‌شود، شامل ۲۱ فصل با عناوین زیر است:
فصل اول: نظری به تاریخ موسیقی، فصل دوم: شعر و موسیقی، فصل سوم: موسیقی قدیم ایران، فصل چهارم: گام بیست و چهار قسمتی، فصل پنجم: فواصل موسیقی ایرانی، فصل ششم: دستگاه‌های موسیقی ایران، فصل هفتم: مقام شور، فصل هشتم: متعلقات شور، فصل نهم: مقام ماهور، فصل دهم: آواز راست‌پنجگاه، فصل یازدهم: مقام همایون، فصل دوازدهم: آواز اصفهان، فصل سیزدهم: مقام سه‌گاه، فصل چهاردهم: مقام چهارگاه، فصل پانزدهم: مایه‌شناسی مقامات ایرانی، فصل شانزدهم: خواص آوازهای ما، فصل هفدهم: اهمیت و وسعت موسیقی ایران، فصل هجدهم: نواقص موسیقی ما، فصل نوزدهم: تجدد موسیقی در ایران، فصل بیستم: عاقبت موسیقی ایران، فصل بیست و یکم: پرسشنامه و تمرین‌ها، در انتهای کتاب نیز قسمتی به مقایسهٔ اصطلاحات قدیم و جدید موسیقی پرداخته شده‌است.